# Осипенко, Матрёна Павловна
Матрёна Павловна Осипенко (23 мая 1926, Пески, Черниговский район, Черниговская область — 2011, там же) — советская деятельница сельского хозяйства, звеньевая колхоза «Новый шлях». Герой Социалистического Труда (1950).

## Биография
Матрёна Павловна Осипенко родилась в селе Пески (ныне Черниговский район Черниговской области, Украина). По национальности — украинка. После окончания Великой Отечественной войны начала работать звеньевой в семеноводческом колхозе «Новый шлях» (Черниговская область).
В 1949 году звено Матрёны Осипенко собрало урожай льна-долгунца 6,3 центнера и семян 8 500 центнера с одного гектара на общей площади 2,2 гектара земли. 16 июня 1950 года «за получение высоких урожаев волокна и семян льна-долгунца при выполнении колхозом обязательных поставок и контрактации по всем видам сельскохозяйственной продукции, натуроплаты за работу МТС в 1949 году и обеспеченности семенами всех культур в размере полной потребности для весеннего сева 1950 года» Матрёна Павловная была удостоена звания Героя Социалистического Труда. Жила в родном селе. Скончалась в 2011 году.

## Награды
- Звание Герой Социалистического Труда (Указ Президиума Верховного Совета СССР от 16 июня 1950);

- Золотая медаль «Серп и Молот» (16 июня 1950 — № 5092);
- Орден Ленина (16 июня 1950 — № 122174);

- также была удостоена медалей.